# کانستنس بامگارنر گی
کانستنس بامگارنر گی (Constance Bumgarner Gee)، پژوهشگر و شرح حال نویس آمریکایی و حامی استفاده از ماری‌جوآنا برای مصارف پزشکی است. او بنیان‌گذار و سرپرست برنامهٔ سیاست‌گذاری و مدیریت هنری در دانشگاه ایالتی اوهایو و بعدها استادیار دانشگاه براون و دانشیار دانشگاه وندربیلت بود. او نویسندهٔ کتاب Higher Education: Marijuana at the Mansion است که در سال ۲۰۱۲ منتشر شد. این کتاب، شرح خاطرات او به‌عنوان «بانوی اول» چندین دانشگاه پژوهشی آمریکا است، ازجمله دانشگاه وندربیلت که او مدعی است، اعضای هیئت امنای آن احتمالاً فاسد بوده‌اند.

## اوایل زندگی
کانستنس بامگارنر در شهر رالی، ایالت کارولینای شمالی چشم به جهان گشود. او از دانشگاه کارولینای شرقی در شهر گرینویل، ایالت کارولینای شمالی، با مدرک کارشناسی هنر در رشتهٔ هنرهای زیبا فارغ‌التحصیل شد. سپس مدرک کارشناسی ارشد خود در هنرهای زیبا را از مؤسسهٔ پرت در نیویورک دریافت کرد و در سال ۱۹۹۳، موفق به اخذ دکترای سیاست آموزش هنر از دانشگاه ایالتی پنسیلوانیا شد.

## حرفه
از سال ۱۹۹۳ تا ۱۹۹۷، بامگارنر بنیان‌گذار و سرپرست برنامهٔ سیاست‌گذاری و مدیریت هنری در دانشگاه ایالتی اوهایو در شهر کلمبوس، ایالت اوهایو و از سال ۱۹۹۸ تا ۲۰۰۰، استادیار رشتهٔ سیاست عمومی در دانشگاه براون در شهر پراویدنس، ایالت رودآیلند بود. او بعدها به‌عنوان دانشیار سیاست عمومی و آموزش در دانشکدهٔ مدیریت در دانشگاه وندربیلت در شهر نشویل، ایالت تنسی مشغول به فعالیت شد. بامگارنر در سال ۲۰۱۰ استعفا داد.
از سال ۱۹۹۷ تا ۲۰۱۰، بامگارنر سردبیر ارشد مجلهٔ آکادمیک Arts Education Policy Review بود. او همچنین مقاله‌هایی دربارهٔ سیاست آموزش هنر در مجله‌های علمی منتشر کرد. بنا بر اظهار استاد دانشگاه، جودیت اسمیت کوروسیک، یکی از دستاوردهای علمی بامگارنر این است که «نپرسید چرا مردم درکی از هنر ندارند، بلکه پرسش این است که مردم از هنر چه می‌دانند».
در سال ۲۰۱۲، بامگارنر گی کتابی با نام Higher Education: Marijuana at the Mansion منتشر کرد. کتاب حاوی خاطراتش به‌عنوان همسر رئیس دانشگاه، گوردون گی، در دانشگاه‌های ایالتی اوهایو، براون و همچنین دانشگاه وندربیلت است. بامگارنر مدعی است که اعضای هیئت امنای دانشگاه وندربیلت احتمالاً به‌خاطر عدم رعایت قانون ساربنز-آکسلی و تضاد منافع شخصی با افشای اطلاعات او دربارهٔ مصرف ماری‌جوآنا به مجلهٔ وال استریت، به تلافی علیه‌اش برآمده‌اند. بامگارنر گی همچنین بیان می‌کند که دانشگاه وندربیلت به دلایل «یهودستیزی» شروع به جذب دانشجویان یهودی کرده‌است.

## فعالیت‌های مدنی
بامگارنر عضو هیئت‌مدیرهٔ موزهٔ Frist Center for the Visual Arts، سازمان هنریThrough the Flower و شرکت تئاتر Actor's Bridge بود که همگی در شهر نشویل مستقر بودند. او همچنین عضو هیئت مشاوران مرکز کنترل هنر، سرمایه‌گذاری و سیاست عمومی در دانشگاه وندربیلت بود.
بامگارنر حامی استفاده از ماری‌جوآنا برای مصارف پزشکی است. در سال ۲۰۱۲، او دلایل خود برای قانونی‌کردن ماری‌جوآنا در مصارف پزشکی را به روزنامهٔ The Tennessean و همچنین شبکهٔ تلویزیونی WKRN-TV بیان کرد. در آوریل ۲۰۱۲، بامگارنر به طرفداری از قانون دسترسی به ماری‌جوآنا برای مصارف پزشکی در کمیتهٔ بهداشت مجلس نمایندگان تنسی شهادت داد. نمایندهٔ ایالتی، جین ریچاردسون و سناتورهای ایالتی، بورلی ماررو و گلن کاسادا، این لایحه را طرح کردند، اما در مجلس سنای تنسی رد شد.

## زندگی شخصی
در سال ۱۹۹۴، بامگارنر با گوردون گی پیوند زناشویی بست. در سال ۲۰۰۶، مقاله‌ای در مجلهٔ وال استریت منتشر شد و از این قضیه پرده برداشت که بامگارنر برای درمان بیماری منییر (نوعی اختلال در گوش) خود، در ساختمان رئیس دانشکده‌ی، دانشگاه وندربیلت، واقع در خیابان دیر پارک ۲۱۱، شهر بل مید، ایالت تنسی، ماری‌جوآنا کشیده‌است. به همین دلیل، این زوج در سال ۲۰۰۷ از هم جدا شدند. بامگارنر در حال حاضر ساکن وستپورت، ماساچوست است.
در سال ۲۰۰۴، بامگارنر با نیمه افراشته‌کردن پرچم در ساختمان دانشکده به‌خاطر انتخاب مجدد جورج دبلیو. بوش به‌عنوان رئیس‌جمهور آمریکا، آماج انتقادها قرار گرفت.